# Francisco Antonio Granadillo
Monseñor Francisco Antonio Granadillo es un obispo venezolano, nacido en el Valle de Aguirre, Municipio Montalbán. fue el I Obispo de Valencia (Venezuela) quien creó la curia diocesana y la parroquia Santa Rosa que pertenecía a la Candelaria y Catedral. Su lema fue “vence el mal con el bien”.

## Biografía

### Nacimiento
Monseñor Francisco Antonio Granadillo.  Nació en el Valle de Aguirre, Municipio Montalbán, el 9 de marzo de 1878. Fueron sus padres Don José Antonio Granadillo y Doña María de la Cruz Ojeda. 

### Estudios
Realizó sus estudios en la Escuela Arzobispal de Valencia, bajo la dirección del Pbro. Dr. Hipólito Alexandre.

## Sacerdote
Fue ordenado por Mons. Felipe Neri Sendrea, Obispo de Calabozo, el 1 de septiembre de 1901 y el 15 del mismo mes y año cantó su primera misa en la Cabaña de la Divina Pastora de Valencia. 

### Cargos Pastorales
Sucedió al Dr. Alexandre en la dirección del Liceo de la Divina Pastora, donde fue maestro de muchos distinguidos valencianos. En reñida oposición con el Dr. Rafael Peñalver ganó la Canongía Teologal de la Cátedra de Caracas. El obispo Rincón González designó a Granadillo para su provisor y vicario general en 1916. Estando en ese elevado cargo fue promovido al Obispado de Valencia el 19 de junio de 1923.

## Obispo
Fue consagrado Obispo el domingo 21 de octubre del mismo año en la Catedral de Caracas por el Exceltmo. Señor Nuncio Dr. Felipe Cortesi. Granadillo fue el primer Obispo dc Valencia: tomó posesión de su altísimo cargo el 8 de noviembre de 1923. Fue muy breve su Pontificado. En 1924 viajó al Perú como Presidente de la Delegación Venezolana que asistió en aquel país al Tercer Congreso Científico Panamericano. Allá fue condecorado con el Sol del Perú. Regresó y se dio por entero a la organización de su Diócesis. Fundó el periódico el Observador.

## Muerte
Desplegó intensa actividad hasta el jueves 13 de enero de 1927, fecha en que murió en su palacio. Sus restos actualmente se encuentran enterrados bajo el presbiterio de la Catedral de Valencia. Una calle lleva su nombre.
Su corazón yace en el presbiterio de la S.I.P. del Sagrado Corazón de Jesús de Aguirre, Estado Carabobo, su pueblo natal.